# Parona signata
Parona signata is een straalvinnige vis uit de familie van horsmakrelen (Carangidae) en behoort derhalve tot de orde van baarsachtigen (Perciformes). De vis kan een lengte bereiken van 60 cm. 

## Leefomgeving
Parona signata is een zoutwatervis. De vis prefereert een subtropisch klimaat en leeft hoofdzakelijk in de Atlantische Oceaan.

## Relatie tot de mens
Parona signata is voor de visserij van beperkt commercieel belang. In de hengelsport wordt er weinig op de vis gejaagd. 
Voor de mens is Parona signata ongevaarlijk.